# Heartbeat in the Brain

Heartbeat in the Brain est un film documentaire britannique de 1970 produit et réalisé par Amanda Feilding, une artiste et militant pour la trépanation.

## Sujet du film
Joe Mellen filme sa compagne de l'époque, Amanda Feilding (27 ans), se forant un trou dans le front avec un trépan de dentiste.

## Projections du film
En 1978, le film de Feilding a été projeté à la Galerie Suydam à New York.
Le documentaire, longtemps considéré comme perdu, a été projeté au public à l'Institute of Contemporary Arts (IAC) à Londres le 28 avril 2011.

## Amanda Feilding
Amanda Charteris, Comtesse de Wemyss et March, née Amanda Feilding en 1943, a fondé et dirigé la Fondation Beckley (en).
Feilding a étudié les religions comparées et le mysticisme à l'Université d'Oxford. Ensuite, elle a étudié la psychologie.